# 慕容昱
慕容昱（?—?），南燕宗室，中國十六國時期人物。
段封在南燕担任散骑常侍。慕容法得罪南燕皇帝慕容超，与慕容钟、段宏等谋反。406年，慕容超得知，处死慕容法的朝中同党封嵩、段封、慕容统、慕容根。慕容超派遣慕容镇带兵攻打青州（今山东省莱州市）慕容钟，派慕容昱攻打徐州（治今山东省莒县）段宏，派济阳王慕容凝和韩范一起攻打兖州（今山东省泰安市）慕容法。慕容昱攻克莒城，段宏、慕容法投奔北魏，慕容钟投奔了后秦。